# Lijst van rijksmonumenten in Heumen (plaats)
De plaats Heumen telt 12 inschrijvingen in het rijksmonumentenregister. Hieronder een overzicht.
| Object                                                    | Oorspronkelijke functie?  | Bouwjaar              | Architect | Locatie                | Coördinaten?                  | Nr.?   | Afbeelding                                              |
| --------------------------------------------------------- | ------------------------- | --------------------- | --------- | ---------------------- | ----------------------------- | ------ | ------------------------------------------------------- |
| Nederlands Hervormde Kerk                                 | Kerk en kerkonderdeel     | 15e eeuw              |           | Dorpsstraat 19         | 51° 45' 50" NB, 5° 50' 36" OL | 22003  | Meer afbeeldingen                                       |
| Toren der Nederlands Hervormde Kerk                       | Kerk en kerkonderdeel     | 14e eeuw              |           | Dorpsstraat bij 19     | 51° 45' 50" NB, 5° 50' 35" OL | 22004  | Meer afbeeldingen                                       |
| Natuurstenen grafkruis op het terrein van de Herv. Kerk   | Begraafplaats en -onderdl | 1541                  |           | Dorpsstraat            | 51° 45' 51" NB, 5° 50' 36" OL | 22005  | Natuurstenen grafkruis op het terrein van de Herv. Kerk |
| Rentmeestershuis                                          | Boerderij                 | 18e eeuw              |           | Dorpstraat 39          | 51° 45' 51" NB, 5° 50' 22" OL | 22006  | Meer afbeeldingen                                       |
| Bagijnenhof                                               | Boerderij                 | eerste helft 19e eeuw |           | Rijksweg 208           | 51° 46' 11" NB, 5° 51' 44" OL | 22007  | Meer afbeeldingen                                       |
| Joannusmolen                                              | Industrie- en poldermolen | 1894                  |           | Vosseneindseweg bij 44 | 51° 46' 8" NB, 5° 49' 16" OL  | 22008  | Meer afbeeldingen                                       |
| Terrein waarin overblijfselen van een romeinse wachttoren | Archeologisch monument    | 4e eeuw               |           |                        | 51° 47' 37" NB, 5° 52' 9" OL  | 45554  | Upload foto                                             |
| Bergzicht: woonhuis                                       | Woonhuis                  | 1850-1900             |           | Rijksweg 232           | 51° 46' 1" NB, 5° 51' 52" OL  | 523928 | Meer afbeeldingen                                       |
| Bergzicht: voormalig koetshuis                            | Opslag                    | tweede helft 19e eeuw |           | Rijksweg bij 232       | 51° 46' 1" NB, 5° 51' 52" OL  | 523929 | Meer afbeeldingen                                       |
| Bergzicht: Voormalige bierbrouwerij annex mouterij        | Industrie                 | tweede helft 19e eeuw |           | Rijksweg bij 232       | 51° 46' 1" NB, 5° 51' 52" OL  | 523930 | Meer afbeeldingen                                       |
| Boerderij                                                 | Boerderij                 | midden 19e eeuw       |           | Vosseneindseweg 5      | 51° 45' 57" NB, 5° 49' 60" OL | 523932 | Boerderij                                               |

## Verdwenen
De schuur aan de Vosseneindseweg 5 is in oktober 2020 verdwenen.
| Object | Oorspronkelijke functie? | Bouwjaar        | Architect | Locatie           | Coördinaten?                  | Nr.?   | Afbeelding        |
| ------ | ------------------------ | --------------- | --------- | ----------------- | ----------------------------- | ------ | ----------------- |
| Schuur | Boerderij                | midden 19e eeuw |           | Vosseneindseweg 5 | 51° 45' 57" NB, 5° 49' 60" OL | 523933 | Meer afbeeldingen |